# Puerto Rico FC
El Puerto Rico FC fue un equipo de fútbol de Puerto Rico que jugaba en la North American Soccer League, que fue en su momento la segunda liga de fútbol de mayor importancia en los Estados Unidos.

## Historia
Fue fundado el 11 de junio de 2015 en la ciudad de Bayamón por el jugador de la NBA Carmelo Anthony con el fin de traer el fútbol profesional a los habitantes de Puerto Rico luego de la desaparición del Puerto Rico Islanders de la North American Soccer League.

## Uniforme
- Uniforme titular: Camiseta naranja, pantalón naranja, medias naranjas.
- Uniforme alternativo: Camiseta color blanco con rayas horizontales color negro, pantalón blanco, medias color blanco.

### Indumentaria y patrocinadores
A continuación se enumeran en orden cronológico el fabricante de las indumentarias y los patrocinadores del club que ha tenido desde 2015.
| Período       | Proveedor | Patrocinador |
| ------------- | --------- | ------------ |
| 2015–presente | Nike      | Claro        |

## Jugadores

### Plantilla 2018
- = Lesionado de larga duración
- = Capitán

## Entrenadores
- Adrian Whitbread (2015-2017)
- Marco Vélez (interino) (2017)
- Marco Vélez (2017-)